# Panchala paraganesa
Panchala paraganesa is een vlinder uit de familie van de Lycaenidae.